# Ranunculus pilosus
Ranunculus pilosus Kunth – gatunek rośliny z rodziny jaskrowatych (Ranunculaceae Juss.). Występuje endemicznie w naturalnie w Peru oraz Kolumbii. Holotyp pochodził z okolic Bogoty, stolicy Kolumbii. Został zebrany na wysokości 1370 m n.p.m. przez botaników Alexandra von Humboldta i Aime Bonplainda. Został natomiast opisany przez Carla Sigismunda Kuntha i opublikowany w 1822 roku.

## Morfologia
PokrójBylina o lekko owłosionych pędach.
LiścieSą złożone z segmentów owalnie romboidalnych. Mierzą 2,5 cm długości oraz 2 cm szerokości. Brzegi są całobrzegie lub nacięte. Wierzchołek jest zaokrąglony lub tępy.

## Biologia i ekologia
Rośnie na terenach trawiastych i skalistych. Występuje na wysokości od 3000 do 3500 m n.p.m.. 